# Gargantilla del Lozoya y Pinilla de Buitrago
Gargantilla del Lozoya y Pinilla de Buitrago är en kommun i Spanien. Den ligger i den autonoma regionen Madrid, i den centrala delen av landet, 60 km norr om huvudstaden Madrid. Antalet invånare är 397 (2024).